# 張傑
張 傑（チャン・ジエ、1982年12月20日 - ）は、中華人民共和国の男性歌手。四川省成都市出身。

## 経歴
1982年12月20日、四川省成都市で生まれる。2000年に四川師範大学に入学した。

## 家族
2011年9月26日、張傑と謝娜は雲南省デチェン・チベット族自治州シャングリラ市で結婚式を挙した。2018年2月1日、張傑の双子の娘が誕生した。

## 音楽作品

### 通常盤
| 日期           | 題名                         | 発行機構                           | 注 |
| -------------- | ---------------------------- | ---------------------------------- | -- |
| 2005年3月15日  | 『第一張』                   | ユニバーサル ミュージック グループ |    |
| 2006年9月20日  | 『再愛我一回』               | ユニバーサル ミュージック グループ |    |
| 2007年12月10日 | 『最美的太陽』               | 天娯伝媒                           |    |
| 2008年9月15日  | 『明天過後』                 | 天娯伝媒                           |    |
| 2009年11月1日  | 『穿越三部曲』               | 天娯伝媒                           |    |
| 2010年11月21日 | 『這、就是愛』               | 天娯伝媒                           |    |
| 2011年11月16日 | 『最接近天堂的地方』         | 天娯伝媒                           |    |
| 2012年11月26日 | 『那些和我們打過招呼的愛情』 | 天娯伝媒                           |    |
| 2013年12月20日 | 『愛、不解釈』               | 天娯伝媒                           |    |
| 2015年4月15日  | 『拾』                       | 天娯伝媒                           |    |
| 2016年8月20日  | 『那些我還相信的勇気』       | 福茂唱片                           |    |
| 2018年11月28日 | 『未・LIVE』                 | 張傑工作室                         |    |

### 精選集
| 日期          | 題名           | 発行機構 | 注 |
| ------------- | -------------- | -------- | -- |
| 2012年9月29日 | 『One Chance』 | 天娯伝媒 |    |

## 出演作品

### 映画
| 年度 | 題名     | 役名 | 備考 |
| ---- | -------- | ---- | ---- |
| 2006 | 化学反応 | 文博 |      |
| 2009 | 楽火男孩 | 左右 |      |

## 著作
- (中国語) 『傑出的流年』. 上海市: 上海錦繡文章出版社. (2008). ISBN 9787806859575
- (中国語) 『Be yourself：傑的假日時光』. 遼寧省瀋陽市: 万巻出版公司. (2009). ISBN 978-7-80759-444-4